# Albrecht Steinecke
Albrecht Steinecke (* 16. Juli 1948 in Bad Bramstedt) ist ein deutscher Geograph und Tourismusforscher. Er ist Professor an der Universität Paderborn.

## Leben und Wirken
Nach einem Studium der Geographie, Soziologie und Literaturwissenschaften an der Universität Kiel und am Trinity College Dublin, das er im Jahr 1974 abschloss, erhielt er ein Promotionsstipendium der Graduiertenförderung. Promoviert wurde Steinecke 1974 an der Universität Kiel zum Thema "Der Tourismus als Faktor wirtschaftlicher und sozialer Entwicklung – untersucht am Beispiel der Republik Irland". Im Anschluss war er bis 1984 als Wissenschaftlicher Assistent am Institut für Geographie der Technischen Universität Berlin tätig. Von 1985 bis 1990 folgte eine wissenschaftliche Mitarbeit an der Fakultät für Pädagogik an der Universität Bielefeld. 1987 habilitierte er zu dem Thema „Freizeit in räumlicher Isolation: Prognosen und Analysen zum Freizeit- und Fremdenverkehr in Berlin (West)“ an der Technischen Universität Berlin. Im Jahr 1991 wurde Steinecke Arbeitsbereichsleiter am Institut für Entwicklungsplanung und Strukturforschung GmbH an der Universität Hannover und ein Jahr später außerplanmäßiger Professor an der TU Berlin. Bevor er an die Universität Paderborn wechselte, war er Geschäftsführer des Europäischen Tourismus Instituts GmbH an der Universität Trier. Von 1997 bis 2013 hatte er den Lehrstuhl für „Wirtschafts- und Fremdenverkehrsgeographie“ des Fachs Geographie an der Fakultät für Kulturwissenschaften an der Universität Paderborn inne. Seine Schwerpunkte liegen in der Tourismus- und Freizeitforschung sowie dem Bereich Destinationsmanagement und Tourismusberatung. Er gehört dem Wissenschaftlichen Beirat zahlreicher internationaler Fachzeitschriften an, wie zum Beispiel des „Scandinavian Journal of Hospitality and Tourism“, des „Journal of Tourism and Cultural Change“ und der „TW - Zeitschrift für Tourismuswissenschaft“. Steinecke ist Verfasser mehrerer Lehrbücher zu Fragen der Tourismusforschung, darunter einige Monographien zum Kulturtourismus sowie zahlreicher Artikel in Fachzeitschriften und Sammelbänden.

## Auszeichnungen
- 2011 Ernennung zum Ehrenprofessor (Prof. h. c.) der Yalta University of Management (YUM) in Jalta (Ukraine)
- 2012 Ernennung zum Ehrendoktor (Dr. h. c.) der Staatlichen Wirtschaftsuniversität (BSU) in Minsk (Belarus)
- 2012 Auszeichnung des Studienbuchs „Populäre Irrtümer über Reisen und Tourismus“ (Oldenbourg-Verlag, München) mit dem „ITB BuchAward“ in der Kategorie „Touristisches Fachbuch“
- 2014 Auszeichnung des Studienbuchs „Destinationsmanagement“ (UVK/Lucius-Verlag, Konstanz/München) mit dem „ITB BuchAward“ in der Kategorie „Touristisches Fachbuch“
- 2015 Auszeichnung des Studienbuchs „Internationaler Tourismus“ (UVK/Lucius-Verlag, Konstanz/München) mit dem „ITB BuchAward“ in der Kategorie „Touristisches Fachbuch“

## Schriften (Auswahl)
- Internationaler Tourismus, Konstanz/München 2014 (UTB; 4202)
- Destinationsmanagement, Konstanz/München 2013 (UTB; 3972)
- Management und Marketing im Kulturtourismus. Basiswissen – Praxisbeispiele – Checklisten, Wiesbaden 2013
- Populäre Irrtümer über Reisen und Tourismus, München 2010
- Themenwelten im Tourismus. Marktstrukturen – Marketing-Management – Trends, München/Wien 2009
- Kulturtourismus. Marktstrukturen – Fallstudien – Perspektiven, München/Wien 200
- Tourismus. Eine geographische Einführung, Braunschweig 2006 (Das Geographische Seminar)

## Weiterführende Literatur
- Heinz-Dieter Quack, Kristiane Klemm (Hrsg.): Kulturtourismus zu Beginn des 21. Jahrhunderts: Festschrift für Albrecht Steinecke. Oldenbourg, München 2013, ISBN 978-3-486-71501-9.